# Punt fred de la radiació còsmica de fons
El punt fred de la radiació còsmica de fons,  Punt Fred WMAP ,  Punt Fred CMB , o Superbuit d'Eridà és una regió del cel en visió de microones que després de la seva anàlisi resultà ser una regió extraordinàriament gran i freda en relació amb les propietats esperades de la radiació còsmica de fons (CMB). Les fluctuacions tèrmiques de la radiació còsmica de fons són d'aproximadament 10−5 K i la temperatura d'aquest superbuit és de 70 μK més fred que aquesta mitjana (aproximadament 2,7 K).
El radi del superbuit és d'uns 5°, se centra en les coordenades galàctiques l   II   = 207,8°, b   II   = -56,3°, les seves coordenades equatorials alhora són:  α  = 03 h 15 m 05s,  δ  = -19° 35′ 02″. Això vol dir que es troba a l'hemisferi sud de l'esfera celeste, en una direcció cap a la constel·lació d'Eridà.
Generalment, la major de les fluctuacions primordials de temperatura del fons de radiació còsmica es produeixen en escales angulars al voltant d'1°. L'existència d'un superbuit sembla molt poc probable segons els models teòrics. Això no obstant, s'han proposat explicacions alternatives com és el conegut com superbuit d'Eridà o gran buit. Aquesta regió seria una regió extremadament gran de l'univers, uns 500 milions d'anys llum o 150 Mpc de diàmetre, un desplaçament cap al roig {\displaystyle z\simeq 1} que conté una densitat de matèria molt menor la densitat mitjana en aquest desplaçament. Un buit d'aquestes característiques afectaria el fons de radiació còsmica observat per mitjà de l'efecte Sachs-Wolfe integrat. Si superbuit d'aquestes característiques existís, seria una de les estructures més grans de l'Univers observable.

## Descobriment i rellevància
En el primer any de registre de dades de la  Wilkinson Microwave Anisotropy Probe (WMAP) es va descobrir que a la constel·lació d'Eridà hi havia una zona que era molt més freda que la seva zona circumdant.
Per tant, usant les dades recollides per la sonda WMAP durant tres anys s'estimà l'existència d'una regió freda d'aquesta mida. La probabilitat de trobar una desviació tan alta en simulacions gaussianes era de l'1,85%. Per tant, sembla poc probable, però no impossible, que el put fred es generés pel mecanisme estàndard de les fluctuacions quàntiques durant la inflació còsmica, la qual, per la majoria dels models inflacionaris, dona lloc a estadístiques gaussianes. El punt fred podria també ser un senyal de fluctuacions primordials no gaussianes.
Alguns autors questionen la rellevància d'aquest punt fred.
El satèl·lit Planck ha observat recentment aquest punt fred de la radiació còsmica de fons amb una rellevància similar, descartant la possibilitat que fos un biaix del satèl·lit WMAP.

## Possibles causes a part de la fluctuació de la temperatura primordial
El gran 'punt fred' forma part del que s'ha anomenat un 'eix del mal' (anomenat així perquè és un estructura completament inesperada) el qual s'ha intentat explicar usant diferents contexts: "molts autors han comentat com l'eix del mal impacta en el coneixement de com sorgeix l'estructura en l'univers dins del marc de la matèria fosca freda i la dinàmica hidrogravitatòria"

### Superbuit
Una possible explicació podria ser un enorme buit entre nosaltres i la radiació còsmica de fons primordial. Els buits poden produir una regió més freda que les línies de visió dels voltants de l'efecte Sachs-Wolfe integrat tardà. Aquest efecte seria molt més petit si l'energia fosca no s'estigués estirant el buit mentre els fotons hi passen.
L'equip de Rudnick van trobar una baixada en el nombre de galàxies en la direcció del punt fred de l'NVSS, suggerint la presència d'un superbuit. Des de llavors, alguns treballs addicionals de l'esplicació del superbuit. La correlació entre la baixada de l'NVSS i el punt fred es trobà que era marginal usant una anàlisi estadística més conservadora. També, un estudi directe sobre galàxies en diferents camps d'un grau quadrat dins del punt fred no trobà cap evidència de superbuit. Això no obstant, l'explicació de superbuit no ha estat completament descartada, ja que sembla que els superbuits podrien afecta la mesurabilitat de la radiació còsmica de fons.
Encara que es coneixen grans buits en l'univers, hauria de ser un buit excepcionalment gran per explicar el punt fred, potser unes 1.000 vegades més gran en volum que els buits habituals. Estaria a 6.000–10.000 milions d'anys llum i quasi 1.000 milions d'anys llum d'ample, i seria inclús més improbable que succeís en estructures a gran escala que el punt fred es produís en la radiació còsmica de fons primordial.